# Wolfgang Krewe
Wolfgang Krewe, né le 20 octobre 1966 à Munich, est un producteur et acteur allemand. 

## Biographie
Wolfgang Krewe est né le 20 octobre 1966 à Munich, il parle couramment l'anglais, le français et le portugais en plus de l'allemand. Il réside actuellement à Berlin, à Munich, à Los Angeles et à San Francisco. 
On le retrouve dans Sos Barracuda, Soko brigade des stups ou Für alle Fälle Stefanie. Il joue également dans la série télévisée En quête de preuves (Im Namen des Gesetzes) (dans le rôle du Commissaire Criminel Adjoint (KOK) Alex Bonhoff) ainsi que dans Medicopter (il y incarne Ralf Staller) et Soko brigade des stups (SOKO 5113) (comme Conny Felsenstein, le fiancé de la Commissaire Criminel (KK) Maja Cramer).
En 2013, il se décide de passer derrière la caméra pour produire White Lies.

## Acteur

### Télévision
- 1992 : Cour de Marien (la scène d'hôte, le début de sa carrière de pièce de théâtre)
- 1992-1994 : Vampy
- 1994 : Ruisseau de gibier (épisode Le Pari)
- 1994 ou 1995 : Notre école est la meilleure (épisode Matière inflammable) - élève de la classe 10a
- 1995 : Ainsi est la vie! - Le champ de voiture (le rôle principal : Johanne Wagenfeld)
- 1996 : Rex, chien flic (épisode : Chasse à un mort, comme Christian Sandner)
- 1996 : Sos Barracuda (le rôle principal : Hendrik Krüger)
- 1997 : Pour tous les cas Stefanie (épisode : Fièvre de diamant, comme Commissaire Criminel Principal  (KHK) Mike Bachmann plus le rôle secondaire dans les autres épisodes)
- 1997 : Helicops (le film de pilote : Baptême de feu pour l'AK 1, rôle secondaire d'épisodes comme Timo, ami du Commissaire Jenny Harland)
- 1997-2000 : Medicopter (le rôle principal) : infirmier de sauvetage Ralf Staller
- 1998 : Sos Barracuda 2 (le rôle principal : Hendrik Krüger)
- 1998-1999 : Soko brigade des stups (épisode : Bons rapports, comme Conny Felsenstein plus le rôle secondaire dans les autres épisodes)
- 2000-2008 : En quête de preuves (le rôle principal : Le commissaire criminel adjoint (KOK)  Alexander "Alex" Bonhoff)
- 2000 : Dr. Stéfan Frank (épisode: Le saut de mort, comme Ralf Staller avec collègues Sabine Petzl et Anja Freese de Medicopter)
- 2005 : Section 40 (la conséquence : Vendetta, Crossover "au nom de la loi" et "la section 40")
- 2005 : SOKO Kitzbühel (la conséquence : Le roi de loden, rôle de chef de conséquences comme Klaus Gründl)
- 2009 : Die Rosenheim-Cops : Rainer Brandl
- 2012 : Die Rosenheim-Cops : Jens Fischer

### Cinéma
- 1995 : Scarmour
- dès 06/2007 (débuts d'idée)  Malheureusement gecancelt!
- 2007-2008 ; Deuce of Spades (le rôle secondaire : The Aviator / des aviateurs)
- Sauvagement Chase - Hunting le professeur Quinn / la chasse sauvage (le rôle principal : Le professeur Quinn)

## Producteur
- 2013 : White Lies